# تشارلز فيلامور بيلي
تشارلز فيلامور بيلي (ولد في 8 سبتمبر 1910 و توفي في 18 أغسطس 1993) هو جراح قلب أمريكي.  كانت أساليبه الجراحية التي كانت إحداها محور مقال نشرته مجلة تايم عام 1957.  ولد في واناماسا، إحدى ضواحي أسبوري بارك بنيو جيرسي ، وتخرج من جامعة روتجرز ، وكلية هانيمان الطبية وجامعة بنسلفانيا . أجرى بيلي بضع الصوار في ثلاثة مرضى على الأقل إلا أنها لم تكلّل بالنجاح في الحالات الثلاث. في 10 يونيو 1948، أجرى بيلي عملية جراحية لرجل يبلغ من العمر 30 عامًا في مستشفى فيلادلفيا العام في الساعة الثامنة صباحًا وتوفي المريض قبل فتح الصمام التاجي. في الساعة الثانية ظهرًا من نفس اليوم في المستشفى الأسقفي في فيلادلفيا، أجرى بيلي عملية جراحية لكلير وارد. كانت المريضة تبلغ من العمر 24 عامًا وتعاني من تضيق تاجي حاد. عاشت لمدة 38 عاما بعد الجراحة. نشر بيلي كتابًا دراسيًا عن جراحة القلب في عام 1955. كان في كثير من الأحيان في منافسة مع دوايت هاركين من جامعة هارفارد. توفي كلاهما في أغسطس 1993. 